# 里德布里格

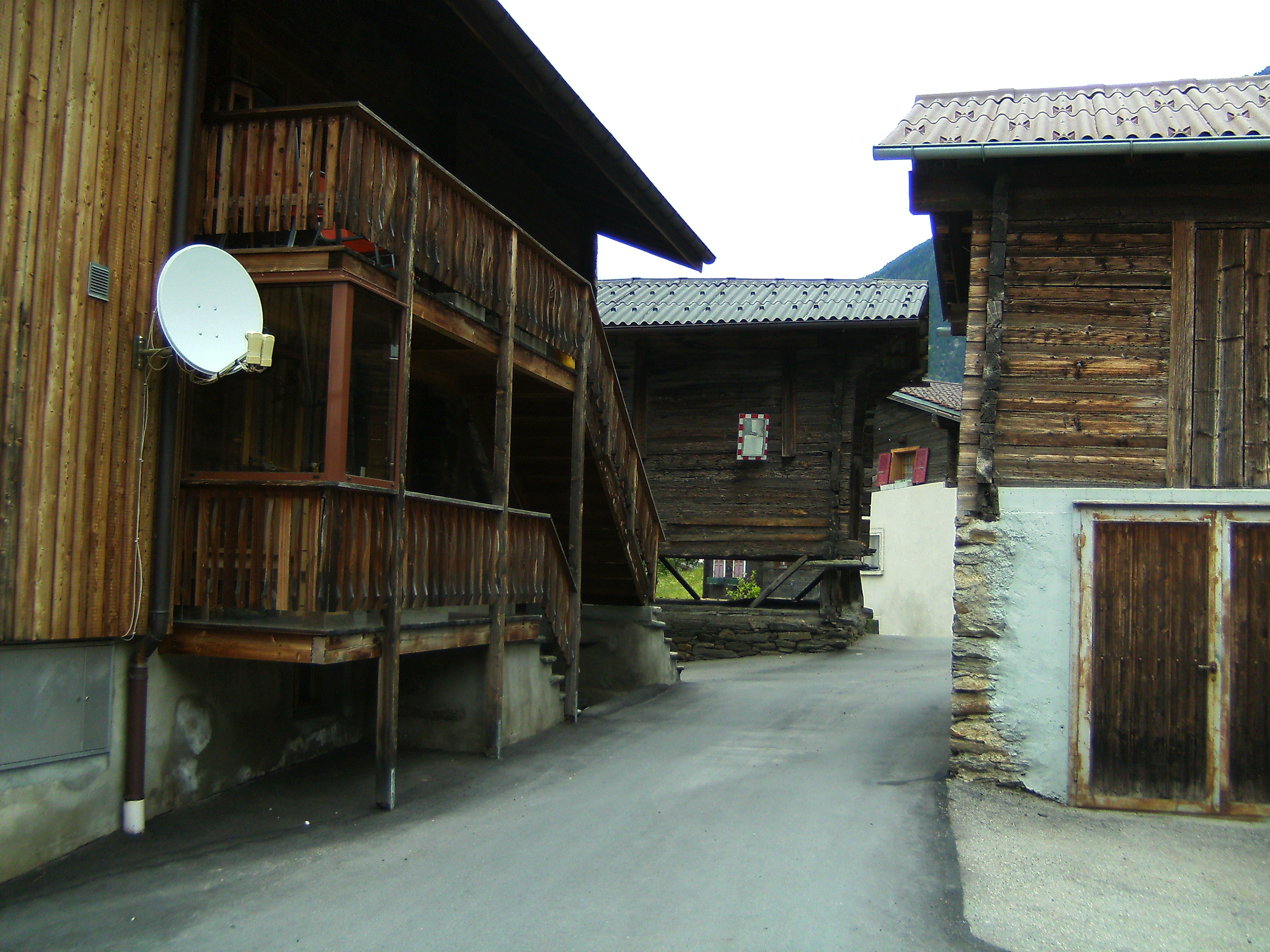

里德布里格是瑞士的城鎮，位於該國南部，由瓦萊州負責管轄，面積47.5平方公里，海拔高度918米，2011年人口1,936，九成人口信奉羅馬天主教，人口密度每平方公里41人。

## 外部連結
- Official website （页面存档备份，存于） （德文）